# イエス (人名)
イエスは、「ヘブライ語: יהוה（ヤハウェ）は救いである」を意味するユダヤ人の男性名。原語であるヘブライ語では יֵשׁוּעַ Yēšūaʿ（イェシュア）または יְהוֹשֻׁעַ Yehoshuʿa（イェホーシューア、ヨシュア）。当時のユダヤ人としてはありふれた一般的な男性名であった。キリスト教のもととなったイエスの存在については、フラウィウス・ヨセフス（1世紀）、タキトゥス（1世紀）、スエトニウス（1世紀）などの歴史家がその著作の中で言及している。
日本語表記の「イエス」は、ヘブライ語のイェシュア、あるいはアラム語: ܝܶܫܽܘܥ Yešū'（イェシュー）の古代ギリシア語: Ίησοῦς Iēsoûs [i.ɛː.sôːs]：イエースース（中世～現代ギリシア語: Ιησούς Iisoús [i.iˈsus]：イイスース）、古典ラテン語: Iēsūs [iˈeː.suːs]：イエースース（教会ラテン語: Jesus [ˈjeːzus]：イェーズス）に由来する。教会ラテン語由来の「イエズス」（かつてのカトリック教会での呼び方）、中世ギリシア語および教会スラヴ語由来の「イイスス」（正教会）、「イエスス」（共同訳）、「エス」などとも呼ばれる。古くはポルトガル語に由来する「ゼス」「ゼズス」なども使われた。英語形ではJesus（ジーザス）、中国語では耶穌／耶稣 (Yēsū)。日本語訳版聖書においては、原語がヘブライ語である旧約聖書では「ヨシュア」、ギリシア語が原語の新約聖書では、旧約に登場するヨシュアを指す場合を除いて「イエス」と表記するのが一般的。英語版聖書でも「Joshua」「Jesus」と書き分けられているケースが殆どである。なお、新約聖書ギリシア語本文では旧約のヨシュアを指す場合も Ίησοῦς と表記されている。